# Metardaris
Metardaris là một chi bướm ngày thuộc họ Bướm nâu.